# 超劇画 聖徳太子
『超劇画 聖徳太子』（ちょうげきが しょうとくたいし）は、作画：ふくしま政美、原作：滝沢解による日本の漫画作品。『週刊漫画サンデー』（実業之日本社）にて連載されていたが、作画担当のふくしま政美が17話を描いた直後に“失踪”したため、未完で終了した。
1999年に太田出版のQBマンガ選書より初の単行本が刊行された（全1巻、絶版）。ebookjapan、電子貸本Renta!、楽天ダウンロードなどで電子書籍が有料配信されている（いずれも全3巻）。

## 概要
蘇我馬子に実権を奪われ死に追いやられ（この作品では聖徳太子は政治の実権を蘇我氏に奪われた為、自害した設定となっている）更には一族さえも滅亡に追い込まれた聖徳太子は、その恨みによって現世に復活。蘇我氏への復讐と日本の制覇を成し遂げようとするが、輪廻転生の掟を破った太子を霊界からの刺客が狙う。
原作者である滝沢解は法隆寺の夢殿に祭られ、聖徳太子をモデルにしたと言われている救世観音像を見て、この物語を思い付いたと語っており、現在語られている聖徳太子のイメージは後世の捏造であり（作中では蘇我氏の手によるものとされている）、この凶悪な面構えの救世観音こそが本来の聖徳太子像そのものだとしている。

## 登場人物
聖徳太子
本作の主人公。蘇我一族によって政治の実権を奪われ事により絶望し命を絶ち、その後一族までもを滅ぼされた怨みにより亡霊として黄泉帰る。その後、馬子の助言により女陰を通して受肉し現世に復活するが、霊界からの刺客に襲撃されて地獄に連行され、以降は閻魔らとの闘争に明け暮れる。
原作者の滝沢解によると、その後舞台を現世に戻す予定であったらしいが、ふくしま政美が逃走してしまったため、そのまま打ち切りになったとのこと。
円心
仏師。朝廷より聖徳太子の仏像作りを命じられるも、その最中に聖徳太子の復活に立ち会ってしまう。
本作のもう一人の主人公であり、聖徳太子の転生後の姿という設定であるが、その聖徳太子が輪廻転生の掟を拒否し亡霊として復活している為、聖徳太子としての魂も記憶も持っておらず、序盤の傍観者という地位に留まっている。
雲母
聖徳太子の妻であった膳大郎女の転生した姿で、円心とは違い、前世の記憶も残っている。もう一人の女と共に円心と情交を深め合っていた最中に聖徳太子が肉体を得て復活し拉致されてしまう。
蘇我馬子
既に死亡しており、輪廻転生する事無く石舞台古墳の中で永久の眠りに就いていたが、亡霊として黄泉帰った聖徳太子により度々八つ裂きにされる。聖徳太子に肉体を得て現世に復活する術を教えるが、それは霊界に太子復活を察知させる為の罠であった。
閻魔羅闍
暗黒銀河系地獄星雲・大王庁を総べる地獄の王にして、太陽の神ビバスバットの子であるインド人。人類最初の死者であり、数百年前に地獄を発見した。
弁財天
閻魔大王の妻。閻魔により聖徳太子に紹介されるが、太子に寝取られ、閻魔と太子の抗争が再発する火種の原因となってしまった。

## 書籍情報
- ふくしま政美『超劇画 聖徳太子』 太田出版（QJマンガ選書）、全1巻
  1. 1999年1月発売、ISBN 978-4872334388